# Vlag van Broeksterwoude

Vlag van Broeksterwoude

De vlag van Broeksterwoude is de dorpsvlag van het Nederlandse dorp Broeksterwoude, in de Friese gemeente Dantumadeel. De vlag werd in 2001 aangenomen en in de huidige vorm in 2002 geregistreerd. Het ontwerp van de vlag is van de hand van Piet Bultsma. De vlag werd onthuld in het dorpshuis van Broeksterwoude op 14 september 2001.

## Beschrijving
De beschrijving van de vlag is als volgt:
Drie horizontale banen geel, groen en geel in verhouding van 2 : 1 : 2, op 1/3 van de vlaglengte een verticale golvende baan met een totale breedte van 1/5 vlaglengte; die golvende baan bestaat uit vijg golvende versmalde banen van zwart, geel, blauw, geel en zwart van gelijke dikte, de zwarte banen liggen over de groene horizontale banen heen, de andere drie liggen onder de groene baan; in de broektop een blauwe cichoreibloem.
De kleuren zijn afkomstig van het dorpswapen. In de vlag zijn de cichoreibloemen en de golvende banen overgenomen. De groene Els wordt vervangen door een groene baan op een geel veld geplaatst.

## Symboliek
- Geel veld: staat voor de zandgrond waar het dorp op gelegen is.[3]
- Groene baan: staat voor de els uit het dorpswapen. Zowel de grauwe els als de zwarte els komen veel voor rond het dorp. Deze boom beeldt het deel "woude" van de plaatsnaam uit, hetgeen zoveel betekent als bos of moerasbos.[3]
- Zwart: verwijst naar de turf die gewonnen werd in het gebied rond het dorp. De golven staat symbool voor het eerste deel uit de plaatsnaam "broek". Dit betekent sompige grond.[3]
- Blauwe vaan: verwijst naar de Broekstervaart.[3]
- Cichoreibloem: ontleend aan het dorpswapen. Deze bloem duidt op de verbouw van cichorei.[3]

## Zie ook

Wapen van Broeksterwoude